# 小瀬インターチェンジ
小瀬インターチェンジ（おぜインターチェンジ）は、奈良県生駒市にある第二阪奈道路のインターチェンジである。
奈良県警察高速道路交通警察隊小瀬分駐隊が併設されている。
奈良方面への入口と奈良方面からの出口しかないハーフICである。隣の壱分ICが大阪方面のみのハーフICのため、本料金所を過ぎると阪奈トンネルの先の西石切ICまで出られない。その阪奈トンネルは危険物積載車両の通行が禁止されているため、該当車はここで退出しなければならない。
小瀬料金所を併設しており、本IC～中町IC・宝来ICのほかに、西石切IC～中町IC・宝来ICを通行する車の精算を行う。

## 道路
- E92 第二阪奈有料道路

## 接続道路
- 国道308号

## 料金所
ブース数：14

### 小瀬本線料金所

#### 壱分方面
- ブース数：5
  - ETC専用：2
  - 一般：3

#### 宝来方面
- ブース数：5
  - ETC専用：2
  - 一般：3

### 小瀬IC料金所

#### 入口
- ブース数：2
  - ETC専用：1
  - 一般：1

#### 出口
- ブース数：2
  - ETC専用：1
  - 一般：1

出入口の料金所と本線料金所が併用されている。

## 周辺
- 一分駅
- 竹林寺
- 宝山寺
- 近畿大学医学部奈良病院
- 奈良県立生駒高等学校

## 隣
E92 第二阪奈道路
(2)壱分IC - (3)小瀬IC - (4)中町IC